# Myrmecia browningi
Myrmecia browningi är en myrart som beskrevs av Kazuo Ogata och Taylor 1991. Myrmecia browningi ingår i släktet bulldoggsmyror, och familjen myror. Inga underarter finns listade i Catalogue of Life.